# 魚屋栄吉
魚屋 栄吉（うおや えいきち、生没年不詳）は江戸時代末期の浮世絵の版元。読みは「ととや」、「あかなや」ともいう。

## 来歴
小田屋、魚栄と号す。幕末に下谷新黒門町上野広小路で営業していた。歌川広重、歌川国貞、2代目歌川広重、3代目歌川広重 らの錦絵を出版している。

## 作品
- 歌川広重 『名所江戸百景』 大判 錦絵118枚揃物 安政3年（1856年）～安政5年（1858年）
- 3代目歌川豊国 『今様見立士農工商』 大判3枚続 安政4年（1857年） ※人物は全て女性で、自店の様子を描く。
- 歌川国貞、3代目歌川広重 『豊国漫画図絵』大判 錦絵揃物 安政6年（1859年）～万延元年（1860年）
- 2代目歌川広重 『諸国名所百景』 大判揃物 安政6年‐文久1年（1861年）